# Dean Wilkins
Dean Wilkins (Hillingdon, 12 juli 1962) is een Engels voormalig voetballer. Hij speelde als middenvelder bij onder andere Brighton & Hove Albion FC en in Nederland bij PEC Zwolle '82. Hij is de jongere broer van de voormalige Engels international Ray Wilkins, die begin april 2018 op 61-jarige leeftijd overleed.
Tegenwoordig is hij assistent-trainer bij Brighton & Hove Albion FC dat uitkomt in de Premier League

## Statistieken
| Seizoen | Club                   | Land      | Competitie                                                          | Wed. | Goals |
| ------- | ---------------------- | --------- | ------------------------------------------------------------------- | ---- | ----- |
| 1980/83 | Queens Park Rangers FC | Engeland  | Second Division                                                     | 2    | 0     |
| 1983/84 | Brighton & Hove Albion | Engeland  | Second Division                                                     | 3    | 0     |
| 1984    | Leyton Orient          | Engeland  | Third Division                                                      | 10   | 0     |
| 1984/87 | PEC Zwolle '82         | Nederland | Eredivisie Eerste divisie Eredivisie                                | 44   | 3     |
| 1987/96 | Brighton & Hove Albion | Engeland  | 1987/88 Third Division 1988/92 Second Division 1992/96 Division Two | 335  | 31    |
| Totaal  | Totaal                 | Totaal    | Totaal                                                              | 395  | 34    |